# Uwe Brandner
Uwe Brandner (* 23. Mai 1941 in Reichenberg; † 30. Juli 2018 in Freising) war ein deutscher Filmregisseur, Drehbuchautor, Filmproduzent, Filmkomponist, Schauspieler und Schriftsteller.

## Leben
Seine ersten Jahre verbrachte Brandner mit seiner Familie in Asch im damaligen Reichsgau Sudetenland. Sein Vater war sudetendeutscher Generalmajor der Polizei, SS-Brigadeführer und Reserveoffizier bei der Leibstandarte SS Adolf Hitler. Er starb 1944 bei einem Partisanenüberfall in Kroatien.
Nach dem Zweiten Weltkrieg floh die Familie in den Westen und kam nach Aufenthalten in Lagern nach Bayreuth. Dort besuchte Brandner die Oberrealschule und spielte in einer Jazzband Klarinette, Tenorsaxophon und Querflöte. Sein großes Vorbild war Saxophonist Charlie Parker, sein Spitzname in der Oberrealschule daher „Charlie“. Geld verdiente er als freier Mitarbeiter der örtlichen Tageszeitung Fränkische Presse und drehte erste Kurzfilme, von denen mindestens einer im Kino „Bali“ in der Richard-Wagner-Straße aufgeführt wurde.
Nach Ablegen des Abiturs war Brandner zunächst als Journalist und Jazzmusiker tätig. Im Jahr 1962 begann er in München ein Studium der Germanistik, Theaterwissenschaften und Philosophie, das er ohne Abschluss beendete. Den Dienst bei der Bundeswehr leistete er, als Klarinettist im Musikkorps, in Kassel ab. Anfang der 1960er Jahre bildete er, obwohl bereits in München-Schwabing wohnend, mit Heinz Badewitz und Werner Weinelt die Hofer „New Jazz Group“. Mit Badewitz drehte er ab 1963 in München Kurzfilme. Da es schwierig war, ein Kino für die Vorführung ihrer Filme zu finden, verlagerten sie die Filmschau dank noch bestehender Kontakte zu Hofer Kinobetreibern in Badewitz’ Heimatstadt. 1967 fand erstmals ein Hofer Kurzfilmfestival statt.
1962 und 1964 arbeitete Brandner an den Kurzfilmen Herakles und Spiel im Sand von Werner Herzog mit, für die er die Musik schrieb. Daran schlossen sich weitere Kurzfilme an. Der erste Spielfilm entstand im Jahr 1971 mit  Ich liebe dich, ich töte dich mit Rolf Becker in der Hauptrolle. Uwe Brandner betätigte sich hier als Produzent, Drehbuchautor, Regisseur und Komponist. Es folgten einige Fernsehproduktionen und 1977 der Spielfilm Halbe-Halbe mit Hans Peter Hallwachs, Bernd Tauber und Ivan Desny. Brandner schrieb für diesen Film das Drehbuch und führte Regie. Im Jahr 1988 war er auch als Darsteller in dem internationalen Fernseh-Vierteiler Hemingway von Bernhard Sinkel zu sehen.
1967 war Uwe Brandner Teilnehmer der letzten Treffens der Gruppe 47 im oberfränkischen Waischenfeld, wo er aus seinem noch unveröffentlichten Erstlingsroman Innerungen las. Mit dem „Abenteuer-, Liebes-, Kriminal-, Zukunfts- u. Tatsachenroman“ Innerungen, dessen Cover Heinz Edelmann gestaltete, begann 1968 seine Karriere als Schriftsteller. In den Jahren 1969 und 1971 folgten die Werke Drei Uhr Angst und Mutanten-Milieu. 
Brandner war Mitinitiator der Internationalen Hofer Filmtage. 1971 gründete er u. a. mit Hark Bohm, Wim Wenders, Volker Vogeler und Hans W. Geissendörfer den Filmverleih Filmverlag der Autoren. Er erhielt 1991 den Hofer Filmpreis anlässlich der 25. Hofer Filmtage und am 8. Dezember 2012 den erstmals vergebenen Friedrich-Baur-Preis für Film und Medien von der Bayerischen Akademie der Schönen Künste. Zudem war er Mitglied im PEN-Zentrum Deutschland.
Im Jahr 2008 wirkte Uwe Brandner in der Dokumentation Gegenschuss – Aufbruch der Filmemacher mit. Der Film feierte am 11. Februar 2008 in der Sektion „Berlinale Special“ Premiere auf der Berlinale 2008.
Brandner war kurzzeitig in München verheiratet und hatte einen Adoptivsohn, der mit 14 Jahren verstarb. Zudem war er mit der Kunsthistorikerin Christa Maar und der Übersetzerin Verena Reichel liiert. Letztmals in der Öffentlichkeit zu erleben war Brandner 2017 bei der 50-Jahr-Feier der Gruppe 47 in Waischenfeld. Er starb Ende Juli 2018 im Alter von 77 Jahren an den Folgen eines Schlaganfalls.

## Filmografie (Auswahl)

### Regie
- 1969: Der Dichter und seine Stadt (Fernsehfilm) – F. M. Dostojewskij und Petersburg – Reise in eine Fiktion
- 1969: Blinker
- 1971: Ich liebe dich, ich töte dich
- 1973: Im Zeichen der Kälte (Fernsehfilm)
- 1973: Kopf oder Zahl (Fernsehfilm)
- 1977: Halbe-Halbe

### Drehbuch
- 1969: Blinker
- 1970: Ein großer graublauer Vogel
- 1971: Ich liebe dich, ich töte dich
- 1973: Im Zeichen der Kälte (Fernsehfilm)
- 1973: Kopf oder Zahl (Fernsehfilm)
- 1977: Halbe-Halbe

### Komponist
- 1962: Herakles
- 1964: Spiel im Sand
- 1971: Ich liebe dich, ich töte dich

### Darsteller
- 1968: Emigration
- 1988: Hemingway (Fernseh-Mehrteiler)
- 2008: Gegenschuss – Aufbruch der Filmemacher

### Produzent
- 1971: Ich liebe dich, ich töte dich
- 1973: Kopf oder Zahl (Fernsehfilm)

## Werke (Auswahl)
erschienen im Carl Hanser Verlag, München
- 1968: Innerungen
- 1970: Drei Uhr Angst
- 1971: Mutanten-Milieu